# متلازمة ألستروم
متلازمة ألستروم (اختصارًا AS)، وتسمى أيضًا متلازمة ألستروم هالجيرن، هي اضطراب وراثي جسمي متنحٍ نادر جدًا يتصف بحدوث سمنة الأطفال واختلال وظائف الأعضاء المتعددة. تشمل الأعراض الإصابة المبكرة بداء السكري من النوع 2، وحثل المخروطية الذي يؤدي إلى العمى، وفقدان السمع الحسي العصبي، واعتلال عضلة القلب التوسعي. تحدث أيضًا اضطرابات الغدد الصماء عادةً، مثل قصور الغدد التناسلية مع فرط موجهة الغدد التناسلية وقصور الغدة الدرقية، والشواك الأسود الناتج عن فرط أنسولين الدم. لوحظ تأخر في النمو عند حوالي نصف الأشخاص المصابين بمتلازمة ألستروم.
سبب المرض هو حدوث طفرات في الجين ALMS1، الذي يشارك في تكوين الأهداب الخلوية، مما يجعل متلازمة ألستروم اعتلالًا هدبيًا. وُصف ما لا يقل عن 239 طفرة مسببة للأمراض في ALMS1 اعتبارًا من عام 2015. يحدث أحيانًا خلط بين متلازمة ألستروم ومتلازمة باردت بيدل، وهو اعتلال هدبي آخر له أعراض مماثلة، ولكن تميل أعراض متلازمة باردت بيدل إلى الظهور لاحقًا في حياة الطفل، وتشمل تعدد الأصابع وتسببها طفرات في جينات BBS.
لا يوجد علاج لمتلازمة ألستروم. تستهدف العلاجات الأعراض الفردية ويمكن أن تشمل النظام الغذائي والعدسات التصحيحية والمعينات السمعية وأدوية السكري والقلب وغسيل الكلى وزرع الكلى في حالة الفشل الكلوي أو الكبدي. يختلف التشخيص بحسب مجموعة أعراض محددة، ولكن نادرًا ما يعيش الأفراد المصابون بمتلازمة ألستروم بعد سن الخمسين.
أُبلغ عن حوالي 900 حالة. معدل الانتشار أقل من 1 من كل مليون فرد عند مجموع السكان، ولكن هذا الاضطراب أكثر شيوعًا عند الأكاديين، في كل من نوفا سكوشا ولويزيانا. وُصف لأول مرة من قبل الطبيب النفسي السويدي كارل هنري ألستروم ورفاقه الثلاثة، ب هالرجين، وآي بي نيلسون، وإتش أساندر في عام 1959.

## العلامات والأعراض
تظهر أعراض متلازمة ألستروم بشكل عام أثناء الطفولة مع تباين كبير في العمر. تشمل بعض الأعراض:
- قصور القلب (اعتلال عضلة القلب التوسعي) في أكثر من 60% من الحالات، عادة خلال الأسابيع القليلة الأولى بعد الولادة، ولكن في بعض الأحيان تظهر الأعراض في مرحلة المراهقة أو البلوغ.[11]
- حساسية الضوء ومشاكل الرؤية (الحثل المخروطي) في جميع الحالات، عادةً في غضون 15 شهرًا من الولادة وتزداد سوءًا بشكل تدريجي حتى بلوغ سن 20 عامًا تقريبًا.[11]
- تأخر مراحل النمو المبكرة في 50% من الحالات، وإعاقات التعلم في حوالي 30% من الحالات.[12]
- السمنة في 100% من الحالات، تظهر في سن 5 سنوات، ولكنها غالبًا تبدأ منذ الطفولة الباكرة (عادةً ما يكون لدى أطفال ألستروم أوزان طبيعية عند الولادة، وبحلول المراهقة، تميل أوزانهم إلى أن تكون في النطاق الطبيعي المرتفع إلى الطبيعي).[بحاجة لمصدر]
- الرأرأة (تصيب الأطفال عادة)، وهي واحدة من أولى الأعراض التي تحدث والتي تسبب حركة العين السريعة اللاإرادية.
- ضعف السمع الحسي العصبي ثنائي الجهة المعتدل إلى المتوسط.
- يحدث داء السكري من النوع 2 عادةً في مرحلة الطفولة المبكرة.
- فرط أنسولين الدم/المقاومة على الأنسولين سببها وجود مستويات عالية من الأنسولين في الدم.
- ارتفاع شحوم الدم.
- غالبًا ما يتطور التنكس الدهني (الكبد الدهني) وارتفاع ناقلات الأمين (إنزيمات الكبد) في مرحلة الطفولة ويمكن أن يتطور في بعض المرضى إلى تليف الكبد والفشل الكبدي.
- قد تحدث اختلالات وظائف الغدد الصماء فقد يعاني المريض من نقص أو زيادة نشاط الغدة الدرقية وضعف هرمون النمو وزيادة الأندروجين عند الإناث وانخفاض هرمون التستوستيرون عند الذكور.
- يمكن أن يحدث الفشل الكلوي التدريجي ببطء في العقد الثاني إلى الرابع من العمر.

## السبب
تحدث متلازمة ألستروم بسبب طفرة في جين ALMS1، الموجود على الذراع القصيرة للصبغي 2 (2p13.2). تُورّث الطفرة الجينية كصفة جسمية متنحية. يعني ذلك أنه يجب على كلا الوالدين تمرير نسخة مصابة بالطفرة من جين ALMS1 حتى يصاب طفلهما بالمتلازمة، على الرغم من أن الوالدين قد لا يظهران علامات أو أعراض للحالة.
يحتوي جين ALMS1 على معلومات لتشفير بروتين معين يعرف باسم ALMS1 . للبروتين أهمية خاصة في الوظيفة الهدبية والتحكم في دورة الخلية والنقل داخل الخلايا. بالإضافة إلى ذلك، يوجد هذا البروتين في جميع أنسجة أعضاء الجسم، وله دور في عمل وصيانة وتشكيل الأهداب الموجودة في جميع أنواع الخلايا في الجسم. وُصف ما لا يقل عن 239 طفرة مسببة للأمراض في ALMS1 اعتبارًا من عام 2015. أدت معظم هذه الطفرات إلى إنتاج نسخة مختلة من بروتين ALSM1 الموجود في الأنسجة، ولكن بمستويات منخفضة.

## الوقاية
تعتبر الوقاية من متلازمة ألستروم أصعب مقارنة بالأمراض/المتلازمات الأخرى لأنها حالة وراثية. ومع ذلك، هناك خيارات أخرى متاحة للآباء الذين لديهم تاريخ عائلي للإصابة بمتلازمة ألستروم. تتوفر الاختبارات الجينية والاستشارات، إذ يجب على الأفراد مقابلة مستشار وراثي لمناقشة مخاطر إنجاب أطفال مصابين بالمرض. قد يساعد المستشار الجيني أيضًا في تحديد ما إذا كان الأفراد يحملون جين ALSM1 المعيب قبل أن ينجبوا. تتضمن بعض الاختبارات التي يجريها المستشارون الوراثيون أخذ عينات من خلايا المشيمة، والتشخيص الوراثي السابق للانغراس، وبزل السلى. مع التشخيص الوراثي السابق للانغراس، تُفحص خلايا من الأجنة بحثًا عن جين ALSM1 ويمكن عندها اختيار الأجنة غير المصابة للزرع عن طريق الإخصاب في المختبر.

## الإنذار
إن إنذار متلازمة ألستروم معقد لأنه يختلف على نطاق واسع. يعاني أي شخص مصاب بالمتلازمة من مجموعة مختلفة من الاضطرابات. قد يحدث العمى الدائم والصمم ومرض السكري من النوع 2. يمكن أن يتفاقم الفشل الكلوي والكبدي تدريجيًا. عادة ما ينخفض متوسط العمر المتوقع ونادرًا ما يعيش المرضى بعد 50 عامًا.

## الأبحاث
عزل مختبر جاكسون في بار هاربور بولاية مين بالولايات المتحدة بالتعاون مع جامعة ساوثهامبتون بالمملكة المتحدة الجين الوحيد (ALMS1) المسؤول عن متلازمة ألستروم.